# Sân vận động Perth Rectangular
Sân vận động Perth Rectangular (tiếng Anh: Perth Rectangular Stadium; còn được gọi là HBF Park vì lý do tài trợ) là một sân vận động thể thao ở Perth, thủ phủ của bang Tây Úc của Úc. Sân nằm gần quận kinh doanh trung tâm của Perth. Sân vận động hiện có sức chứa tối đa là 20.500 người cho các sự kiện thể thao và 25.000 người cho các buổi hòa nhạc, với số lượng khán giả kỷ lục của sân là 32.000 người được thiết lập trong buổi hòa nhạc của Ed Sheeran vào năm 2015. Sân vận động được xây dựng trên khu đất có tên gọi là Loton Park, một khu bảo tồn công cộng được thành lập vào năm 1904, với sân vận động chính được xây dựng vài năm sau đó.
Từ năm 1910 đến năm 2002, sân được gọi là Perth Oval và là sân nhà của East Perth Football Club thuộc West Australian Football League (WAFL). Sân đã tổ chức một số trận chung kết của giải đấu trong thời gian đó. Vào năm 2004, sân vận động đã được tái phát triển, chuyển đổi từ mặt sân hình bầu dục thành mặt sân hình chữ nhật. Hiện tại, đây là sân nhà của hai câu lạc bộ thể thao chuyên nghiệp lớn: Perth Glory FC, một câu lạc bộ bóng đá thi đấu tại A-League và Western Force, một câu lạc bộ rugby union thi đấu tại Super Rugby Pacific. Sân cũng được sử dụng bởi West Coast Pirates, một câu lạc bộ rugby league bán chuyên nghiệp thi đấu tại S. G. Ball Cup, cũng như cho các buổi hòa nhạc.